# Severyn Ashkenazy
Severyn Ashkenazy (ur. 22 lutego 1936 w Tarnopolu jako Seweryn Aszkenazy) – polsko-amerykański przedsiębiorca, hotelarz i marszand sztuki żydowskiego pochodzenia.

## Życiorys
Do 1946 mieszkał w Tarnopolu i Krakowie. W czasie wojny rodzinę Seweryna Aszkenazego przechowali polscy chłopi. Po wojnie wyemigrował wraz z rodziną do Francji. Od 1957 mieszka na stałe w Stanach Zjednoczonych. Do 1994 prowadził własne przedsiębiorstwo zajmujące się budownictwem, hotelarstwem i propagowaniem sztuki; prowadził m.in. galerię sztuki. Były współwłaściciel spółki CMC Creative Management Co. w Warszawie.
Od 1994 często przebywa w Polsce. Inicjator powstania i współzałożyciel w 1999 Towarzystwa Kultury Żydowskiej Beit Warszawa. Ma trzech synów: Severyna, Adriana i Stefana (były małżonek Gogi Aszkenazi) oraz córkę Keighley. Jest obywatelem Polski i Stanów Zjednoczonych.